# Фрам Ларвік (футбольний клуб)
«Ідреттсфоренінген Фрам» або більш відомий як «Фрам Ларвік» (норв. Idrettsforeningen Fram/Fram Larvik) — професійний норвезький футбольний клуб з однойменного міста, заснований 15 січня 1894 року. На даний час виступає в другій групі другого дивізіону чемпіонату Норвегії.
Окрім футбольної команди, у клубі також функціонують легкоатлетична, гандбольна та ковзанярська команди.

## Історія
Заснований 15 січня 1894 року, один з найстаріших футбольних клубів. Свою назву отримав на честь човна полярника Фрідтйофа Гансена, який було спущено на воду за два роки до появи клубу. Назва «Фрам Ларвік» використовується для уникнення плутанини з «ІЛ Фрам» зі Скатвала.
У 1912 році став фіналістом кубку Норвегії, який на той час фактично був національним чемпіонатом. У вирішальному поєдинку суперником ларвікського колективу був клуб «Меркантіль» (Осло). «Фрам» переміг у цьому поєдинку з рахунком 2:1, але колектив з Осло зумів добитися перегравання, оскільки «Фрам Ларвік» мав у своєму складі незареєстрованого гравця. В матчі переграванні «Фрам» поступився з рахунком 0:6. У сезоні 1949/50 років колектив з Ларвіку став переможцем чемпіонату Норвегії.
Має принципове суперництво з клубом «Ларвік Турн». У Другому дивізіоні норвезького чемпіонату виступає з 1995 року, але в 1999 році опустився до Третього дивізіону Норвегії. Після цього футбольна громадськість спонукала створення об'єднаного клубу «Ларвік Футбол», до якого відмовилися долучатися представники «Ларвік Турн». «Ларвік Футбол» декілька разів підвищувався в класі й протягом певного часу виступала в Другому дивізіоні Норвегії. Об'єднана команда «Ларвік Футбол» припинила своє існування наприкінці 2004 року, а її місце в Другому дивізіоні Норвегії отримав «Фрам Ларвік», але провів цей сезон невдало. Після декількох сезонів у Третьому дивізіоні Норвегії в 2008 році команда стає переможцем цього чемпіонату й у плей-оф виборює путівку до Другого дивізіону Норвегії.
Нинішній тренер «Фраму Ларвік» Петтер Белсвік замінив у сезоні 2013 року Тома Хельге Якобсена.
Зараз чоловіча команда клубу виступає у Другому дивізіоні Норвегії, третьому за значенням чемпіонаті Норвегії.

## Досягнення
- Елітесеріен
  -  Чемпіон (1): 1949/50[3]

- Кубок Норвегії
  -  Фіналіст (1): 1912[4]

## Статистика виступів (з 1949 року)
| Сезон   | Ліга                             | Місце | Примітки |
| ------- | -------------------------------- | ----- | -------- |
| 1948/49 | 1 дивізіон, Дистрикт IV, Група A | 1     |          |
| 1949/50 | Говедсеріен, Група A             | 1     | Чемпіон  |
| 1950/51 | Говедсеріен, Група A             | 8     |          |
| 1951/52 | Ландсделссеріен Остланд/Сондре   | 3     |          |
| 1952/53 | Ландсделссеріен Остланд/Сондре   | 2     |          |
| 1953/54 | Ландсделссеріен Остланд/Сондре   | 1     |          |
| 1954/55 | Говедсеріен, Група A             | 7     |          |
| 1955/56 | Ландсделссеріен Остланд/Сондре   | 4     |          |
| 1956/57 | Ландсделссеріен Остланд/Сондре   | 2     |          |
| 1957/58 | Ландсделссеріен Остланд/Сондре   | 3     |          |
| 1958/59 | Ландсделссеріен Остланд/Сондре   | 3     |          |
| 1959/60 | Ландсделссеріен Остланд/Сондре   | 4     |          |
| 1960/61 | Ландсделссеріен Остланд/Сондре   | 4     |          |
| 1961/62 | Ландсделссеріен Остланд/Сондре   | 7     |          |
| 1963    | 3 дивізіон Остланд/Сондре        | 1     |          |
| 1964    | 2 дивізіон авделінг A            | 7     |          |
| 1965    | 3 дивізіон Остланд/Сондре        | 8     |          |
| 1966    | 4 дивізіон                       | 1     |          |
| 1967    | 3 дивізіон Остланд/Сондре        | 2     |          |
| 1968    | 3 дивізіон Остланд/Сондре        | 5     |          |
| 1969    | 3 дивізіон Остланд/Сондре        | 3     |          |
| 1970    | 3 дивізіон Остланд/Сондре        | 3     |          |
| 1971    | 3 дивізіон Остланд/Сондре        | 3     |          |
| 1972    | 3 дивізіон Остланд/Сондре        | 3     |          |
| 1973    | 3 дивізіон Остланд/Сондре        | 1     |          |
| 1974    | 2 дивізіон авделінг A            | 10    |          |
| 1975    | 3 дивізіон Остланд/Сондре        | 1     |          |
| 1976    | 2 дивізіон авделінг A            | 5     |          |
| 1977    | 2 дивізіон авделінг A            | 8     |          |
| 1978    | 2 дивізіон авделінг A            | 8     |          |
| 1979    | 2 дивізіон авделінг A            | 12    |          |
| 1980    | 3 дивізіон авделінг B            | 2     |          |
| 1981    | 3 дивізіон авделінг B            | 11    |          |
| 1982    | 4 дивізіон                       | 2     |          |
| 1983    | 4 дивізіон                       | 1     |          |
| 1984    | 3 дивізіон авделінг C            | 7     |          |

| Сезон | Ліга                             | Місце | Примітки            |
| ----- | -------------------------------- | ----- | ------------------- |
| 1985  | 3 дивізіон авделінг B            | 4     |                     |
| 1986  | 3 дивізіон авделінг A            | 5     |                     |
| 1987  | 3 дивізіон авделінг A            | 3     |                     |
| 1988  | 3 дивізіон авделінг A            | 8     |                     |
| 1989  | 3 дивізіон авделінг B            | 2     |                     |
| 1990  | 3 дивізіон авделінг A            | 2     |                     |
| 1991  | 2 дивізіон авделінг A            | 2     |                     |
| 1992  | 2 дивізіон авделінг C            | 4     |                     |
| 1993  | 2 дивізіон авделінг C            | 4     |                     |
| 1994  | 2 дивізіон авделінг 3            | 3     |                     |
| 1995  | 2 дивізіон авделінг 3            | 12    |                     |
| 1996  | 3 дивізіон авделінг 5            | 10    |                     |
| 1997  | 4 дивізіон                       | 1     |                     |
| 1998  | 3 дивізіон авделінг 6            | 2     |                     |
| 1999  | 3 дивізіон авделінг 5            | 10    |                     |
| 2000  | 4 дивізіон                       | 1     | як «Ларвік Футбол»  |
| 2001  | 3 дивізіон авделінг 9            | 1     | як «Ларвік Футбол»  |
| 2002  | 2 дивізіон авделінг 2            | 8     | як «Ларвік Футбол»  |
| 2003  | 2 дивізіон авделінг 1            | 5     | як «Ларвік Футбол»  |
| 2004  | 2 дивізіон авделінг 1            | 8     | як «Ларвік Футбол»  |
| 2005  | 2 дивізіон авделінг 3            | 14    |                     |
| 2006  | 3 дивізіон авделінг 9            | 8     |                     |
| 2007  | 3 дивізіон авделінг 9            | 1     | Relegation verloren |
| 2008  | 3 дивізіон Коніка Мінолта лігаен | 1     |                     |
| 2009  | 2. divisjon avdeling 1           | 8     |                     |
| 2010  | Фейр-Плей-Ліга 3                 | 11    |                     |
| 2011  | Фейр-Плей-Ліга 4                 | 11    |                     |
| 2012  | Оддсен-Ліга 1                    | 6     |                     |
| 2013  | Оддсен-Ліга 2                    | 3     |                     |
| 2014  | Оддсен-Ліга 1                    | 3     |                     |
| 2015  | Оддсенліга 2                     | 4     |                     |
| 2016  | ПостНорд-Ліга 4                  | 6     |                     |
| 2017  | ПостНорд-Ліга 2                  | 5     |                     |
| 2018  | ПостНорд-Ліга 1                  |       |                     |

| Виступи по дивізіонах |
| --------------------- |
| 1.                    |
| 2.                    |
| 3.                    |
| 4.                    |
| 5.                    |

## Відомі гравці
- Том Рюш Якобсен
- Ларс Баккеруд
- Фредді Орбек
- Йонні Гансен
- Сверре Гансен
- Бонавентуре Маруті